# Placidochromis rotundifrons
Placidochromis rotundifrons es una especie de peces de la familia Cichlidae en el orden de los Perciformes.

## Morfología
Los machos pueden llegar alcanzar los 6,4 cm de longitud total.

## Distribución geográfica
Se encuentra en el lago Malawi (Malaui, África Oriental).